# Abel Serdio
Abel Marcelo Serdio, né le 16 avril 1994 à Avilés, est un handballeur international espagnol évoluant au poste de pivot.

## Palmarès

### En équipe nationale
- Médaille de bronze au Championnat du monde 2023
- Médaille de bronze aux Jeux olympiques de 2024

### En club
Compétitions internationales
- Vainqueur de la Coupe du monde des clubs (1) : 2019

Compétitions nationales
- Vainqueur du Championnat d'Espagne (1) : 2020
- Vainqueur de la Coupe ASOBAL (1) : 2020
- Vainqueur de la Coupe du Roi (1) : 2020
- Vainqueur de la Supercoupe d'Espagne (1) : 2019
- Championnat de Pologne
  - Vainqueur (1) : 2024
  - Finaliste (2) : 2022, 2023
- Coupe de Pologne
  - Vainqueur (3) : 2022, 2023, 2024